# آندرانومیدیترا
آندرانومیدیترا (به لاتین: Andranomiditra) یک منطقهٔ مسکونی در ماداگاسکار است که در ووهیباتو واقع شده‌است. آندرانومیدیترا ۱۳٬۰۰۰ نفر جمعیت دارد و ۱٬۲۰۵ متر بالاتر از سطح دریا واقع شده‌است.